# Jorge Osvaldo Casanovas
Jorge Osvaldo Casanovas  (Buenos Aires, 21 de abril de 1947-ibidem, 10 de diciembre de 2010) fue un abogado, doctor en ciencias jurídicas, jurista y político argentino. Ocupó la primera presidencia de la Cámara de Casación penal Federal de la nación y fue miembro de esa misma Cámara hasta 1999. En dicho año, fue nombrado por Carlos Ruckauf como Ministro de Justicia desde el 10 de diciembre de 1999, asumiendo además seguridad desde el 27 de marzo del año 2000, hasta su elección como primer diputado de la nación por la lista de Eduardo Duhalde en funciones desde el 26 de octubre de 2001.
Como doctrinario, junto a su mentor del doctorado en ciencias jurídicas en la Universidad del Salvador Ricardo Levene (hijo), realizó la reforma al Código de procedimiento penal de la República Argentina en el año 1992 acompañado de Ricardo Levene (nieto), Víctor Hortel y Alejandro Hortel, junto a otros contribuyentes, que introdujo el Juicio Oral y Público en el fuero Penal Argentino, así como también, el Recurso de casación Penal.
Se manifestó también en contra del aborto durante los primeros intentos de discutirlo durante su mandato como diputado nacional y consejero de la magistratura.Jorge Casanovas contra Ginés García

## Actuación judicial
Estudió en la Facultad de Derecho de la Universidad de Buenos Aires obteniendo los títulos de abogado y de procurador técnico en derecho. Ingresó en la administración de justicia de la Provincia de Buenos Aires, en la Jurisdicción de Morón en 1970 como meritorio y ascendió en el fuero penal sucesivamente a Fiscal en 1974 de Lomas de Zamora. En 1984, fue nombrado Juez Criminal de Morón, para luego ser seleccionado en la Cámara de Apelaciones de dicha competencia.
En 1990, fue designado integrante de la Cámara de Apelaciones en lo Criminal y Correccional de la Capital Federal, donde tuvo bajo su accionar el Levantamiento carapintada de 1990, recibiendo múltiples amenazas a él y su familia, siendo su casa de Núñez baleada y una calavera durante un cuarto intermedio 
En diciembre de 1992, Casanovas fue elegido el primer presidente de la Cámara de Casación Penal Federal de la Nación Argentina, el máximo organismo del sistema de juicio oral y público y el cargo más alto para un juez penal. Su nombre fue nombrado por el partido Justicialista para ser parte de la Corte Suprema de Justicia de la Nación, siendo que apoyó la Reforma constitucional argentina de 1994, pero no consiguió el acuerdo parlamentario.
En octubre de 1999, decidió tomarse licencia de su cargo en la Cámara de Casación para integrar el gabinete de Carlos Ruckauf como Ministro de  Justicia, citando que ser juez de la corte no era un objetivo posible y que su vocación para realizar cambios en la sociedad solo podría ser saldada al dar dicho salto al poder ejecutivo de la provincia. 

## Actuación docente y académica
Fue docente en la Universidad del Salvador de la materia derecho procesal penal junto a su mentor Ricardo Levene (hijo) como adjunto y luego como titular con Ricardo Levene (nieto) como adjunto. Levene fue un impulsor de la modificación del proceso penal -al código resultante de la reforma se lo conoce en el medio jurídico como "Código Levene"- que dispone que la producción de pruebas, alegato y lectura de sentencia se realicen en forma oral y pública. Esta reforma al código vigente en aquel momento fue redactada por Ricardo Levene (hijo), Jorge Casanovas mismo, Ricardo Levene (nieto), Víctor Hortel y Alejandro Hortel, junto a otros colaboradores importantes. 
La Organización de las Naciones Unidas le encomendó junto a Ricardo Levene (hijo) estudiar la reforma penitenciaria en Costa Rica.
Falleció en Buenos Aires el 10 de diciembre de 2010 por una enfermedad súbita. 

## Legado: Diputado Nacional, Miembro del Consejo de la Magistratura y Abogado Penal
Durante los años 2001 a 2005 fue electo como primer Diputado Nacional por la lista de Eduardo Duhalde, con quien jugaba al ajedrez durante sus estudios en la UBA. Por la demanda popular de combatir la inseguridad redacto la Ley Blumberg#:~:text=Ley que obligue a la,28 de abril de 2004., así como leyes para endurecer crímenes contra efectivos de seguridad.
Como miembro del Consejo de la Magistratura por representación parlamentaria del mandato como diputado, impulsó el juicio político a los jueces que liberaron a Omar Chabán por Tragedia de Cromañón.
Ya fuera de la función pública se dedicó a la actividad profesional representando distintos clientes, con particular interés en casos resonantes de inseguridad como la muerte del joven Santiago Urbani en el municipio de Tigre.
El 10 de diciembre de 2010 falleció de una enfermedad larga en el Hospital Austral de Pilar, Provincia de Buenos Aires.Fue nombrado por Colegio Público de Abogados de la Capital Federal#:~:text=El Colegio Público de Abogados,profesionales del derecho en el ámbito de la Ciudad Autónoma de Buenos Aires como abogado del año 2010, distinción por primera vez a un letrado en el año de su muerte y luego de la misma.